# Ațel
Ațel é uma comuna romena localizada no distrito de Sibiu, na região histórica da Transilvânia. A comuna possui uma área de 27.21 km² e sua população era de 1560 habitantes segundo o censo de 2007.